# Karabinek (amunicja pośrednia)
Karabinek – według terminologii obowiązującej obecnie w Wojsku Polskim (Polska Norma PN-V-01016) nazwa indywidualnej broni strzeleckiej, przystosowanej do strzelania amunicją pośrednią.